# Campo Grande (Cariacica)
Campo Grande é um bairro do município de Cariacica, Espírito Santo, Brasil.

## Outras características
É um dos principais bairros do município. De grande vocação comercial, abriga uma das áreas comerciais de maior valor econômico do Estado
O bairro Campo Grande, também é conhecido por ser um shopping a céu aberto.
É atravessado pela Linha do Litoral da antiga Estrada de Ferro Leopoldina, hoje concedida à Ferrovia Centro-Atlântica para o transporte de cargas.
É servido de transporte rodoviário, com disponibilidade de diversas linhas de ônibus ligando o bairro à Vitória e outros municípios da Região Metropolitana de Vitória. A principal avenida do bairro, a Expedito Garcia, é onde se encontra a maioria dos estabelecimentos comerciais. Grande parte da população - de cerca de 12 mil habitantes - é composta por descendentes de italianos.
O município de Cariacica é marcado por origens que agregam povos indígenas, negros e imigrantes europeus e Italianos. Antes de se tornar município, o local foi considerado distrito e batizado pela Igreja Católica como Freguesia de São João Batista de Cariacica e foi em 30 de dezembro de 1890 que o local se tornou município independente, desmembrando-se definitivamente de Vitória. As atividades estritamente agrícolas foram aos poucos sendo substituídas por atividades de apoio à comercialização e transporte de mercadorias, incentivadas pela construção da Estrada de Ferro Vitória a Minas (EFVM). Na década de 1940, com a inauguração da Companhia Vale do Rio Doce (CVRD), a população urbana do município aumentou mais que o dobro.